# یوام‌ام ۴x۴ کورنیل
یوام‌ام ۴x۴ کورنیل (UMM 4x4 Cournil) خودرویی است که در سال‌های ۱۹۷۷ تا ۱۹۷۹در ستوبال و  پرتغال تولید شده‌است.
این خودرو در کلاس خودروی بیابانگرد قرار گرفته، طراحی آن خودروهای موتور جلو-محور عقب  و خودرو چهار چرخ محرک بوده ‌است. سیستم جعبه‌دندهٔ آن ۴ دنده به صورت دستی است.